# Thespis
Thespis (altgriechisch Θέσπις Théspis; * 6. Jahrhundert v. Chr. in Ikaria, Attika) war einer der ersten griechischen Tragödiendichter, Theaterleiter und Schauspieler in Athen. Er galt in der Antike als Erfinder des Dramas, speziell der Tragödie.
Thespis stammte aus dem Demos Ikaria. Bei den großen Dionysien in Athen trat er zwischen 536 v. Chr. und 533 v. Chr. bei einem Tragödienwettstreit in Erscheinung. Er führte 534 v. Chr. die erste Tragödie auf, indem er dem an Dionysosfesten (Bakchosfesten) singenden und tanzenden Chor (mit menschlichen Masken) erstmals einen Schauspieler (in der Tracht des Dionysos) gegenüberstellte. Meist wurde auf Bakchos Bezug genommen. Laut Aristoteles schuf er mit diesem Kunstgriff den Übergang vom bloßen Chorauftritt zum Drama. Die Urheberschaft der ihm zugeschriebenen Tragödien und Verse ist seit der Antike in Zweifel gezogen worden.
Aus griechischen Quellen unbelegt ist die Nachricht, dass Thespis mit einer Wanderbühne auf einem Karren herumgezogen sei. Horaz behauptet dies. Daher wird der Wohnwagen wandernder Schauspieler oder deren Wanderbühne auch Thespiskarren genannt.